# BDI-Agent
BDI-Agenten sind Vertreter der Software-Agenten. BDI steht dabei für Belief, Desire and Intentions, die drei Hauptbestandteile dieser Architektur. Die Agenten werden mit Annahmen über ihre Umwelt, Wissen über den Zielzustand und Absichten wie dieser Zustand zu erreichen ist ausgestattet.

## Ursprung der BDI-Architektur
Die BDI-Architektur wurde ursprünglich im Rational Agency Project am Stanford Research Institute entwickelt. Sie geht auf die Arbeiten von Michael Bratman, Professor für Philosophie an der Stanford University zurück, der sich mit der Entscheidungsfindung beim Menschen beschäftigte und sein Modell 1987 publizierte. Im Jahre 1995 wurde dieses von Anand Rao und Michael Georgeff für die Praxis adaptiert.
Die künstlichen Agenten wurden dazu mit mentalen Fähigkeiten ausgestattet: sie erhielten Wissen über ihre Umwelt (beliefs), erstrebenswerte Zustände (desires) und aktuell verfolgte Absichten (intentions).

## Aufbau eines BDI-Agenten
Wie klassische Agenten ist der BDI-Agent mit Sensoren ausgestattet, die ihn über seine Umwelt aufklären, und mit Effektoren, um durch Aktionen Einfluss auf die Umwelt zu nehmen. Dazwischen arbeitet ein Interpreter, der Sensoreingaben verarbeitet (Input) und Aktionen auswählt (Output). Der entscheidende Unterschied zu anderen Agentenarchitekturen sind die Datenstrukturen, auf denen der Interpreter arbeitet:

### Weltwissen (beliefs)
Wichtig für alle Arten von KI-Systemen ist die Information über den aktuellen Zustand der Welt, in der sich der Agent aufhält und schlussfolgert. Diese wird in einer Wissensdatenbank gespeichert und enthält Fakten über die aktuelle Umgebung, den internen Zustand des Agenten und Hintergrundwissen, das für Schlussfolgerungen notwendig sein kann.
Die Speicherung kann in einer beliebigen Wissensrepräsentation erfolgen. Die Wissensdatenbank muss ständig aktualisiert werden, beeinflusst von der Wahrnehmung des Agenten und internen Schlussfolgerungen. Dadurch ist gewährleistet, dass das Modell der Welt weitestmöglich gültig ist.

### Ziele (desires)
In dieser Datenstruktur sind die Hauptziele des Agenten angegeben, die sein weiteres Verhalten grundlegend beeinflussen. Aus einer Menge von Optionen wird ein Ziel ausgewählt, das eine bestimmte Zeit lang verfolgt wird. Desires sind ein entscheidender Teil deliberativen Verhaltens, da der Agent ohne Ziele zu keinen weiteren Aktionen veranlasst wird.
Das zielorientierte Verhalten ermöglicht es außerdem im Falle einer fehlgeschlagenen Aktion das ausgewählte Ziel weiter zu verfolgen, z. B. durch einen alternativen Lösungsansatz oder einen späteren erneuten Versuch.

### Absichten (intentions)
Um sein gewünschtes Ziel zu erreichen, hat der Agent eine Plandatenbank zur Verfügung, aus der er hierarchisch organisierte Pläne auswählen kann, die ihn seinem Ziel näherbringen. Die jeweils ausgewählten Pläne bezeichnet man als Intentionen.
Durch die hierarchisch organisierten Pläne findet bei BDI-Agenten das Schlussfolgern statt: zuerst wird ein Plan ausgewählt, der direkt vom Startzustand zum Zielzustand führt. Ein Plan besteht im Normalfall aus Teilzielen, für die dann jeweils ein eigener, hierarchisch untergeordneter Plan ausgewählt wird. Dies passiert bis auf die Ebene elementarer Aktionen, z. B. Befehle zur Ansteuerung eines Motors.

## Erweiterung
Eine Erweiterung der BDI-Agenten-Architektur ist die BOID-Agenten-Architektur, die auch Obligationen der Agenten mit einschließt.

## Frameworks zur Erstellung von BDI-Agenten
- Jadex (Open-Source)
- JAM (kommerziell, kostenfrei für nichtkommerziellen Einsatz)
- JACK (kommerziell)
- AgentBuilder (kommerziell)
- JASON (Open Source)
- JIAC (reifer Forschungsprototyp, kostenfrei)